# Jennifer Wolf
Jennifer Wolf, verheiratete Lieske (* 12. April 1984) ist eine deutsche Schriftstellerin und gelernte Versicherungskauffrau.

## Leben
Jennifer Wolf lebte nach dem frühen Tod ihrer Mutter bei ihren Großeltern. Ihre Großmutter erweckte auch die Lust nach dem Lesen in ihr. Mit 14 Jahren fand sie heraus, dass ihr das Schreiben genau so viel Lust bereitet wie das Lesen. Sie begann einige Kurzgeschichten zu schreiben und veröffentlichte 2007 ihren ersten Roman In Sanguine Veritas.
Wolf lebt mit Tochter und Ehemann zwischen Bonn und Köln.

## Auszeichnungen
- 2016 LovelyBooks Leserpreis in der Kategorie Bestes E-Book Only für Die Geschichten der Jahreszeiten

## Werke

### Jahreszeiten-Reihe (Carlsen Verlag)
- Morgentau. Die Auserwählte der Jahreszeiten. Carlsen, Hamburg, ISBN 978-3-551-31595-3
- Abendsonne. Die Wiedererwählte der Jahreszeiten. Carlsen, Hamburg, ISBN 978-3-551-31596-0
- Nachtblüte. Die Erbin der Jahreszeiten. Carlsen, Hamburg, ISBN 978-3-551-31617-2
- Tagwind. Der Bewahrer der Jahreszeiten. Carlsen, Hamburg, ISBN 978-3-551-31616-5
- Die Geschichten der Jahreszeiten: Alle vier Bände in einer E-Box!. Carlsen, Hamburg, ISBN 978-3-646-60237-1
- Göttertochter. Das Kind der Jahreszeiten (Spin-Off). Carlsen, Hamburg, ISBN 978-3-646-60269-2
- Göttersohn. Der Nachfahre der Jahreszeiten (Spin-Off), Impress, Hamburg, ISBN 978-3-551-30112-3

### Die Sanguis-Trilogie (Carlsen Verlag)
- In sanguine veritas – Die Wahrheit liegt im Blut. Carlsen, Hamburg, ISBN 978-3-646-60026-1
- Vivere militare est – Leben heißt zu kämpfen. Carlsen, Hamburg, ISBN 978-3-646-60031-5
- Omnia vincit amor – Liebe besiegt alles. Carlsen, Hamburg, ISBN 978-3-646-60034-6
- Die Sanguis-Trilogie: Band 1-3 (mit Fanfiction-Bonus). Carlsen, Hamburg, ISBN 978-3-646-60065-0
- Fortes fortuna adiuvat – Den Mutigen hilft das Glück (Spin-off der Sanguis-Trilogie). Carlsen, Hamburg, ISBN 978-3-646-60069-8

### No Return (Impress Verlag)
- No Return 1: Geheime Gefühle. Impress, ISBN 978-3-551-30100-0
- No Return 2 Versteckte Liebe. Impress, ISBN 978-3-646-60327-9
- No Return 3: Gebrochene Herzen. Impress, ISBN 978-3-646-60435-1
- No Return 4: Gefährlicher Ruhm. Impress, ISBN 978-3-551-30144-4

### Einzelbände
- Häkelenten tanzen nicht. Ein Chat-Roman. Carlsen, Hamburg, ISBN 978-3-646-60089-6
- Feuerherz. Carlsen, Hamburg, ISBN 978-3-646-60021-6
- Sephonie – Zeit der Engel. bookshouse, 2014, ISBN 978-9963-52-599-7

### BitterSweets E-Shorts (Carlsen Verlag)
- Just Friends. Carlsen, Hamburg, ISBN 978-3-646-60107-7
- Summer Boys. Carlsen, Hamburg, ISBN 978-3-646-60154-1[2]